# Igreja de Santa Maria Madalena (La Magdeleine)
A Igreja de Santa Maria Madalena é uma igreja localizada em La Magdeleine na Itália.

## História
A primeira construção da igreja ocorreu em 1482, quando os habitantes de Brengon e de Clou decidiram construir uma capela dedicada a Maria Madalena. A construção original, de dimensões mais modestas do que a atual, foi posteriormente objeto de diversas intervenções que alteraram sua aparência ao longo dos séculos.
Entre 1774 e 1776, a capela foi ampliada, adquirindo praticamente a aparência atual. Em 1789, foi elevada a igreja paroquial. Até então, essa função era desempenhada pela igreja de Antey-Saint-André, à qual La Magdeleine estava subordinada.

## Descrição
A igreja, localizada na aldeia de Brengon, possui um plano de nave única. O altar-mor e o tabernáculo, feitos de madeira entalhada, provavelmente datam do final do século XVIII. O altar é encimado por uma grande pintura que retrata a Virgem com o Menino. Outras pinturas adornam os altares laterais.
A torre do sino apresenta uma pedra com o ano de 1841. À sua direita encontra-se o antigo cemitério, onde há uma cruz de pedra com a inscrição: "Ici reposent nos ancêtres" (em francês, Aqui repousam nossos ancestrais).

## Galeria

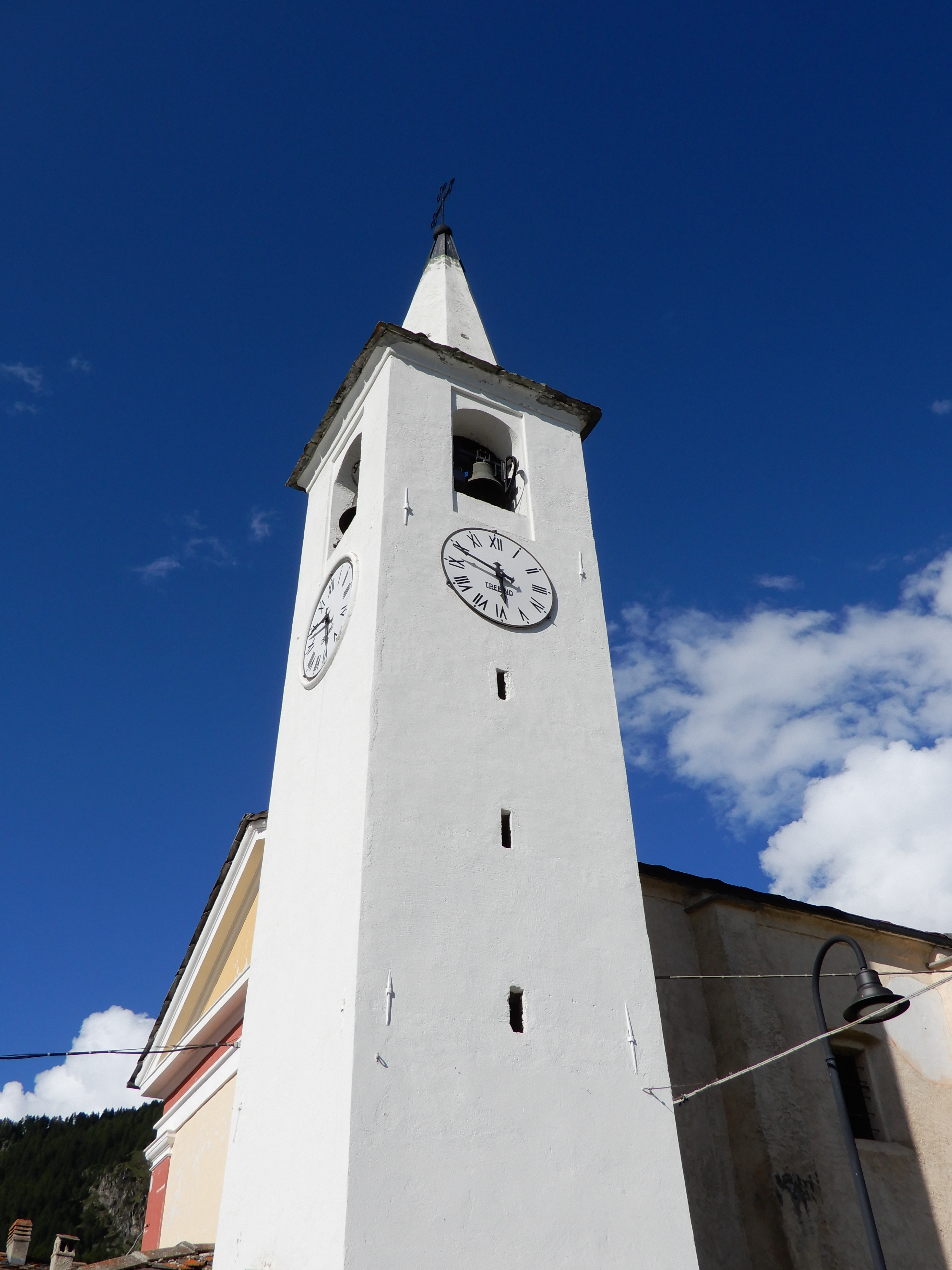
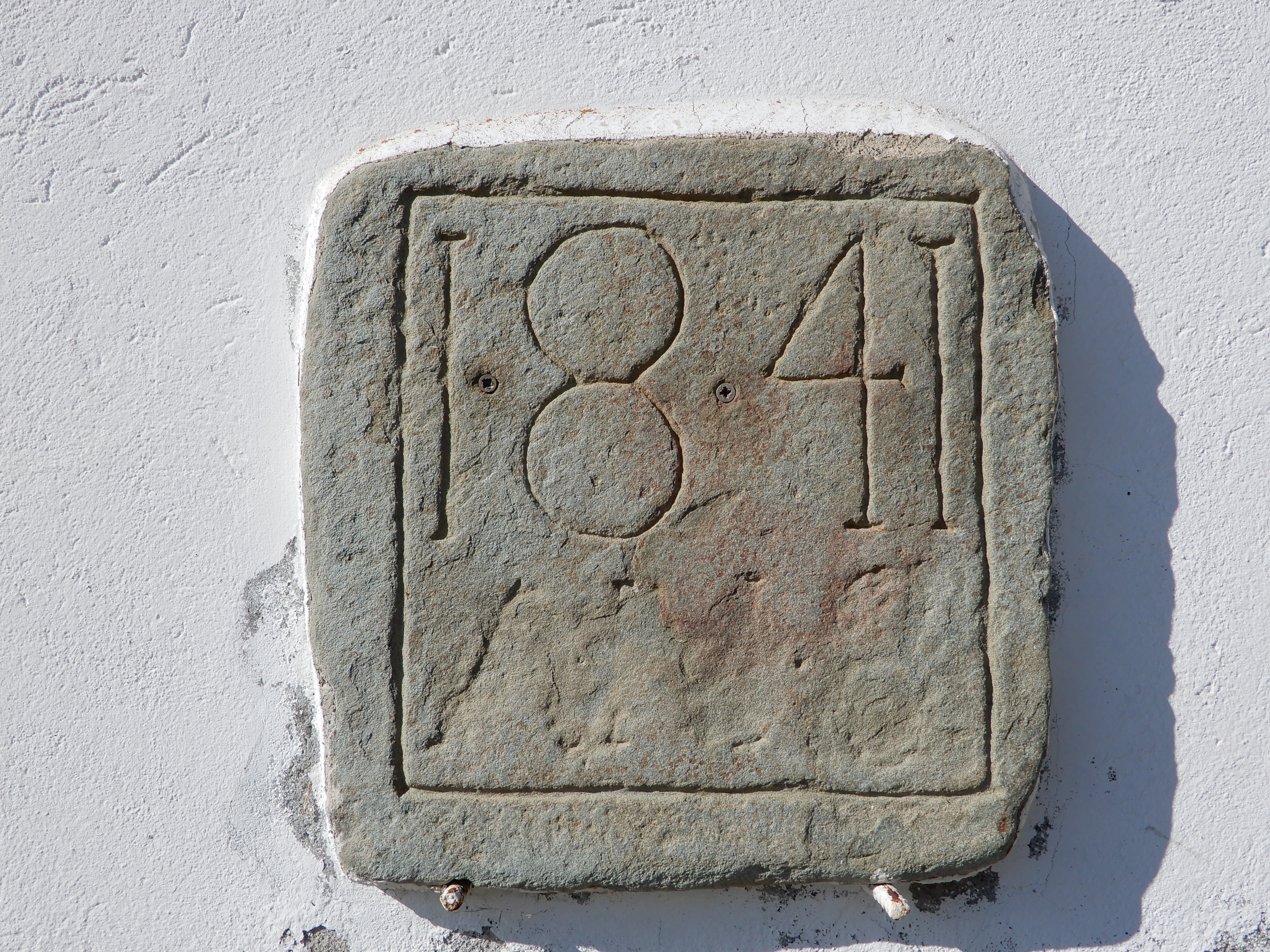
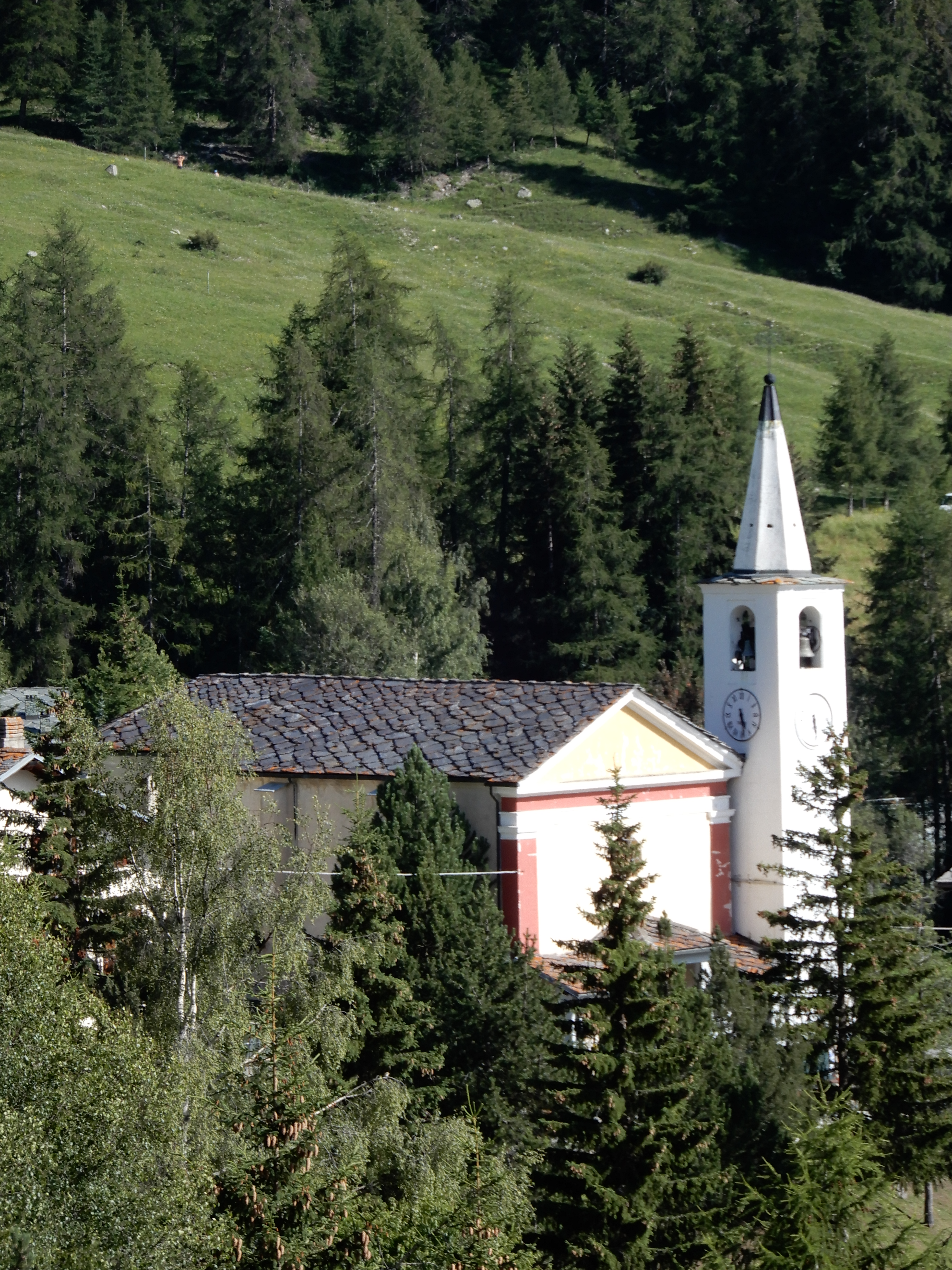